# Sabrina Soussan
Sabrina Soussan (* 1969 in Paris) ist eine Ingenieurin und Managerin mit französischer und deutscher Staatsangehörigkeit. Vom 1. April bis 31. Dezember 2021 war Soussan CEO des Schweizer Unternehmens dormakaba. Von Februar 2022 bis Januar 2025 leitete sie den französischen Konzern Suez.

## Leben und Karriere
Soussan studierte Maschinenbau sowie Luft- und Raumfahrttechnik an der École nationale supérieure de mécanique et d’aérotechnique in Poitiers, Frankreich, und erhielt 1992 ihren Masterabschluss. 1993 folgten Masters of Business Administration (MBA) von der Universität Poitiers in Frankreich und der Universität Dublin in Irland.
Ihren Berufseinstieg hatte Soussan bei Renault in Paris, wo sie von 1994 bis 1997 als Ingenieurin in der Motorenforschung und -entwicklung tätig war. Ab 1997 arbeitete sie in verschiedenen Positionen bei Siemens-Automotive/Siemens VDO, zunächst als Project Director für Benzin- und Dieselsysteme für Ford-Projekte, dann als Managing Director für Dieselsysteme für die Renault-Nissan Business Unit, eine Position, die sie auch nach dem Verkauf von VDO Automotive von Siemens an Continental AG dort zunächst noch innehatte.
2009 kehrte Soussan als Leiterin Strategie und Marketing („Head of Strategy and Marketing for Building Automation“) für die Abteilung Bautechnologie in die Schweiz zu Siemens zurück. 2011 wurde sie gleichenorts Vizepräsidentin für Nachhaltigkeit und Energiemanagement („Sustainability and Energy Management“), bevor sie 2013 zur Verkehrstechniksparte „Mobility Division“ der Siemens AG wechselte, zunächst als Vizepräsidentin für Regionalzüge („Commuter and Regional Trains“), ab 2015 dann als CEO der Geschäftseinheit Schienenfahrzeuge („Rolling Stock Business Unit“) und ab 2017 als Co-CEO von Siemens Mobility, einem Unternehmen für Transportlösungen. Im Jahr 2021 verliess Sabrina Soussan die Siemens Mobility, um ab 1. April 2021 Riet Cadonau als CEO bei der dormakaba Holding AG abzulösen, einem weltweit tätigen Schweizer Unternehmen in der Zutrittsindustrie. Sie schied dort auf eigenen Wunsch aus, weil ihre Vorschläge zur Effizienzsteigerung auf Widerstand stießen und zu langsam umgesetzt wurden. Im Oktober 2018 wurde Sabrina Soussan Mitglied im Verwaltungsrat der ITT Inc. Von April 2019 bis April 2021 war sie ausserdem Mitglied des Aufsichtsrats der Schaeffler AG.
Im Februar 2022 übernahm sie die Unternehmensleitung (direction générale) des französischen Konzerns Suez. Ihre dreijährige Amtszeit an der Spitze von Suez endete Ende Januar 2025 und wurde vom Verwaltungsrat des Unternehmens nicht verlängert.
Am 2. März 2023 ernannte der US-amerikanische Luft- und Raumfahrthersteller Boeing Sabrina Soussan zum Mitglied seines Verwaltungsrats. Sie wurde damit das erste unabhängige Verwaltungsratsmitglied mit Sitz außerhalb der USA.
Sabrina Soussan wird als Beispiel einer Frau in einer hohen Führungsposition im männerdominierten Feld der Technik herangezogen, so zum Beispiel im Spiegel, vom Schweizer Radio und Fernsehen (SRF) oder in einer Veröffentlichung anlässlich der UN Climate Change Conference (UNFCCC) 2019.